# 猛犸洞国家公园
猛獁洞国家公园（英語：Mammoth Cave National Park，又譯馬默斯洞穴國家公園），是美国肯塔基州西南部的一个国家公园，1926年批准通過，1941年建立，1981年10月27日被联合国教科文组织认定为世界遗产，1990年9月26日又被列入世界生物圈保护区名单。
该公园佔地21,380公頃，其主体部分為猛獁洞的一部分，位于埃德蒙森县境内。猛獁洞的正式名稱為猛獁洞-火石嶺洞穴系統，是现在世界上已知的溶洞系统中最大的一个，截至2013年2月15日，已探明洞穴总长度达400英里（約640公里），數目每年仍在不斷上升。洞裏寬的地方像廣場，窄的地方像長廊，高的地方有30米高，整個洞平面上迂迴曲折，垂向上可分出三層，洞中有七十七座地下大廳，最高的一座称为「酋长殿」，可容納數千人，另有三条暗河、七道瀑布，還有多处地湖，有著名的柯林斯水晶洞，总延伸长度近250公里。

## 旅遊

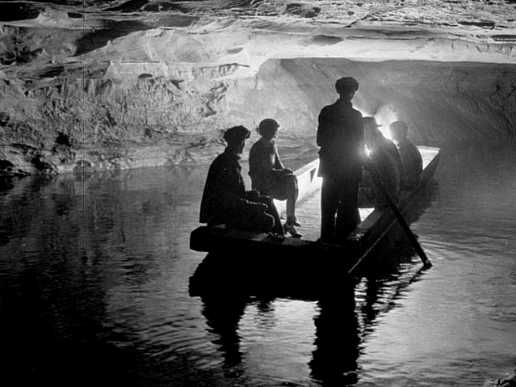
猛獁洞國家公園

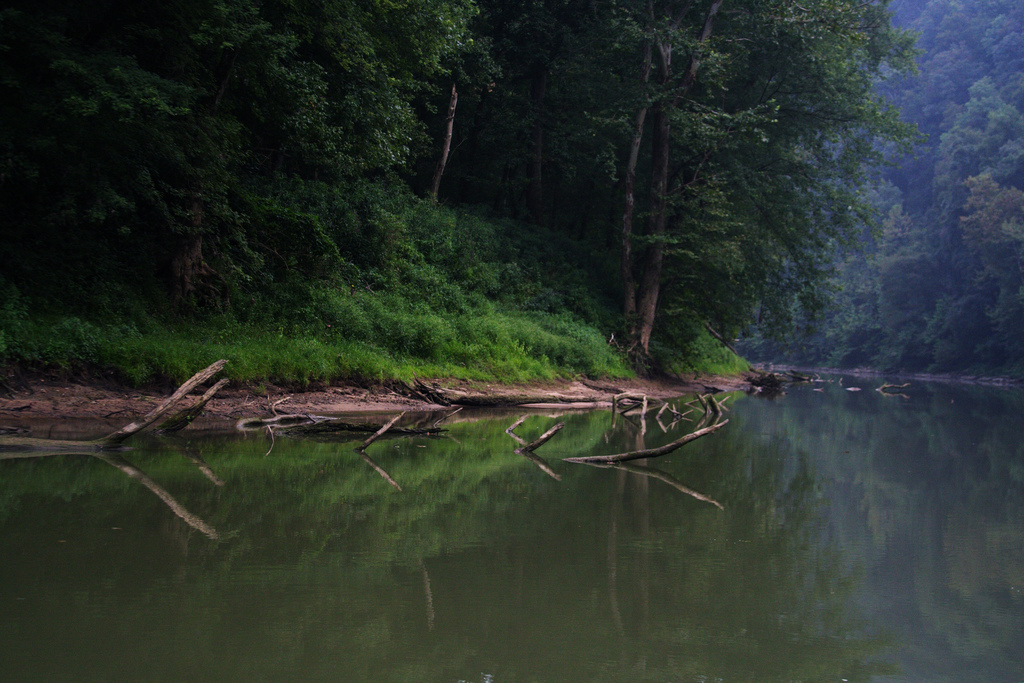
格林河

洞內对外开放的部分约10英里，其中有許多著名的景點，如大巷道（Grand Avenue）、冰凍尼加拉瀑布（Frozen Niagara，1812年第二次獨立戰爭時，美國曾在此開採硝石，以製造火藥。南北戰爭時，也曾是野戰醫院。）、胖子的痛苦（Fat Man's Misery）和無底洞（the Bottomless Pit，實際深度約為32米）等，旅遊時間長1至6小時不等，收費標準也不一樣。迴聲河（Echo River）曾是其中一個著名景點，遊客可以乘坐小船沿著地下河遊覽，但後來基於運輸困難和環境因素而取消路線。由於地下溶洞極其复杂，猛獁洞只允许由導遊带领游览，是全美国家公园中少有的安排。在遊覽途中，導遊會不斷清點人數，以防有人落單。洞內微寒（華氏51度，攝氏12度），旅客應多穿些衣服。另外，美國公民可加入Earthwatch贊助的實地考察，研究猛獁洞的歷史。
洞內有久遠至密西西比世的石灰岩，經長年累月的侵蝕形成石鐘乳、石筍、石桂、石花等。格林河及其支流诺林河蜿蜒流过公园，還有高22公尺的冰凍尼加拉瀑布。遊客可以划行独木舟，亦能捕撈河中的小魚，這些小魚長年生活在黑暗中，眼睛已經退化。

## 歷史

### 史前史
猛獁洞的人類活動歷史至少達五千年之久。在十九至二十世紀時，在猛獁洞與周邊的洞穴中發現數具北美原住民的木乃伊。其中大部份木乃伊乃人為有意下葬，充分表現出的前哥倫布時期的葬禮習俗。
當中的例外是於1935年發現，被壓在一塊大石下的一個成年男性遺體。死者是前哥倫布時期的一名礦工，估計他當時影響到支撐著洞穴結構的石塊，導致巨石移位並壓在其身上。該名古老的受害者被命名為「失落的約翰」並於1970年代公開展出，後來因保育、政治敏感、以及尊重原住民死者遺體原因，死者被重新安放至猛獁洞中的一個不公開地點。
1950年代末期，華盛頓大學的考古學家帕蒂·喬·沃森展開洞穴研究，探究晚古代時期和早伍德蘭期期間洞穴周邊地區原住民的生活。
洞穴內的古代人類遺骸和遺物已被立法保護。

### 十九世紀

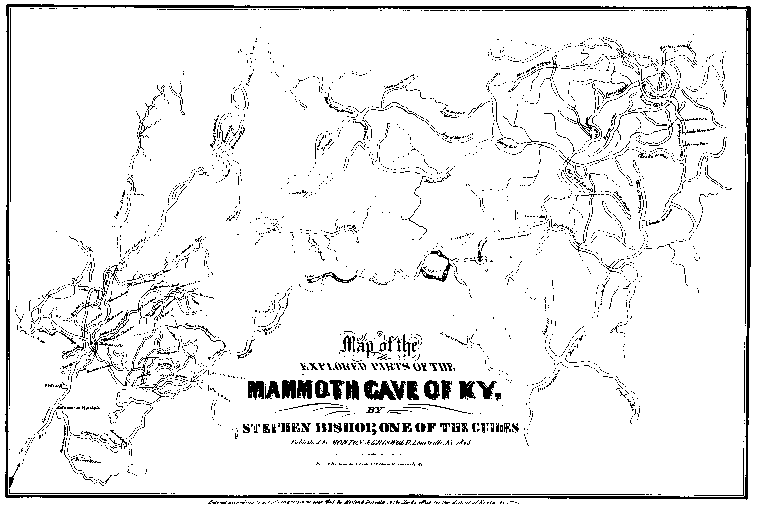
1842年，由史蒂芬·畢曉普繪製的猛獁洞地圖

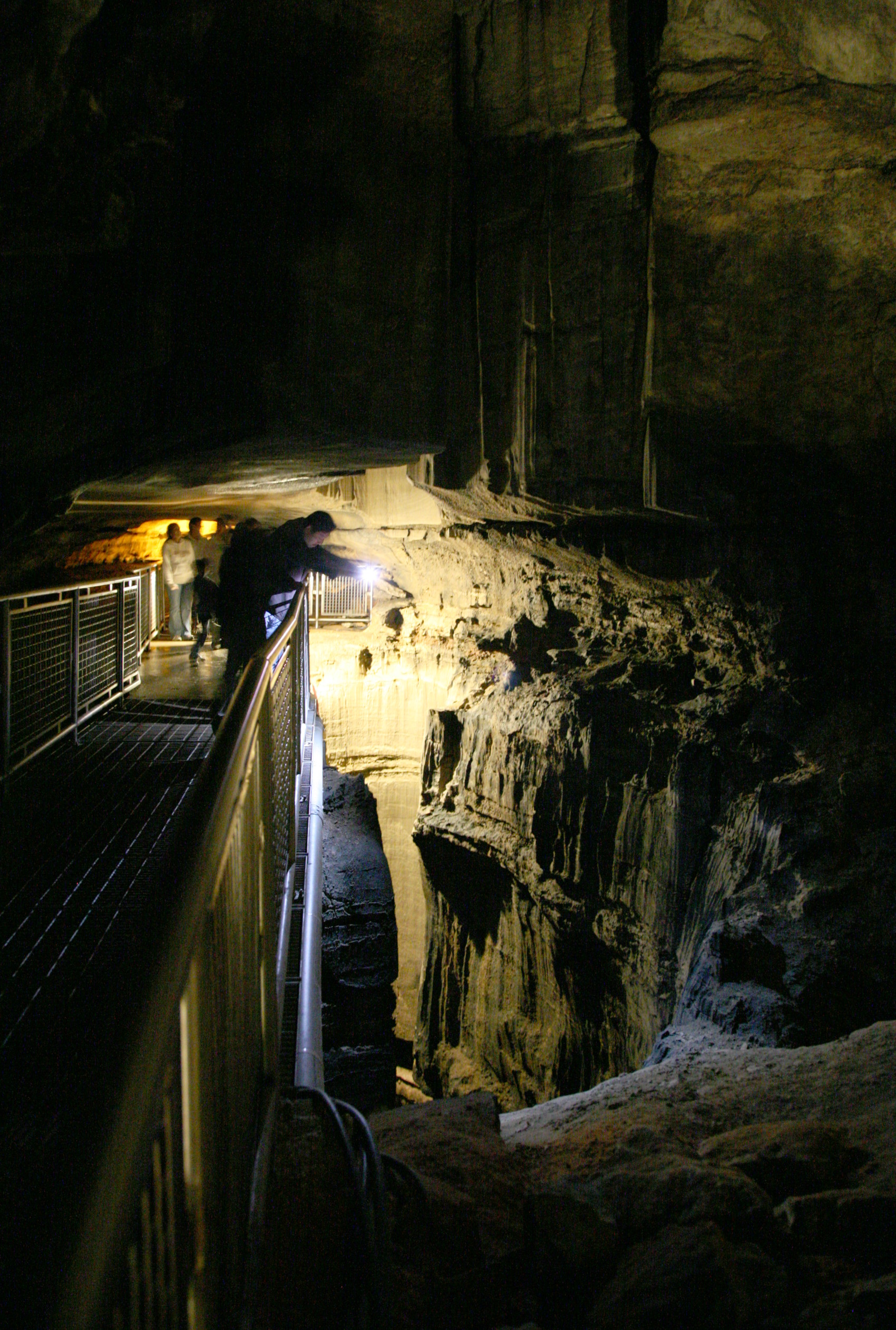
無底洞

1812年美英戰爭期間，美國的港口被英國封鎖，限制了火藥等軍事物資的運送，有見及此，美國軍方便在猛獁洞內开采硝酸盐矿，以製造火藥。由於需求量大，猛獁洞內的硝石價格相當昂貴。1812年7月，查爾斯·威爾金斯（Charles Wilkins）和費城人海曼格拉茨買下這塊地。戰爭結束後，硝酸盐價格下跌，開礦事業運作被遺棄。後來，猛獁洞續漸成為一個以土著木乃伊為賣點的小型旅遊景點。
威爾金斯去世後，他的財產遺囑執行人把洞穴賣給格拉茨。在1838年春天，格拉茨把洞穴出售給富蘭克林·戈林（Franklin Gorin）。戈林打算把猛獁洞打造成一個旅遊景點，他是一個奴隸所有者，並以他的奴隸作為導遊。
1838年，一名非洲裔奴隸史蒂芬·畢曉普被戈林帶到猛獁洞，他在1840至50年代期間擔當導遊，並成為第一批繪製較詳盡洞穴地圖的人，又為許多溶洞命名。他把這個洞穴描述為「壯觀、陰暗並且獨特」。畢曉普去世後，戈林在信中曾說︰「我在洞中安排了一位導遊—著名和偉大的史蒂芬，他對洞內的發現有莫大幫助。他是第一個越過無底洞的人，據我所知，只有他、我和某個已被我忘掉了名字的人曾經到達戈林圓頂（猛獁洞）的底部。」
「在史蒂芬越過無底洞後，我們發現了那地方（無底洞）後洞穴的所有部分。在這發現之前，所有的發現都集中在所謂的『舊洞』裡......但是現在，幾乎所有的洞穴都是未知的，縱使史蒂芬並不會說，它們十分『壯觀、陰暗並且獨特』。」
1839年，約翰·克羅根博士買下了猛獁洞房地產，包括畢曉普及其他黑奴。克羅根在洞內開設了治療結核病的醫院，他認為洞內潮濕的環境會治愈他的病人。
在整個19世紀，猛獁洞的名聲急速增長，使洞穴受到國際關注。與此同時，洞穴亦吸引了許多19世紀作家的注意，例如羅伯特·蒙哥馬利·畢特、羅伯特·戴維森牧師、賀拉斯·馬丁牧師、亞歷山大·克拉克·布利特、納撒尼爾·帕克·威利斯（他曾於1852年6月到訪）、貝亞德·泰勒（1855年5月到訪）、威廉·樹樁福伍德（1867年春季到訪）、博物學家約翰·繆爾（1867年9月上旬）、霍勒斯·卡特霍維牧師和其他人。由於猛獁洞日益著名，洞穴同時吸引了炫耀者遊覽，如演員埃德溫·布斯（他的弟弟約翰·威爾克斯·布斯於1865年刺殺了時任美國總統林肯），歌手珍妮·林德（1851年4月5日到訪），和小提琴家奧勒·畢爾更在一個洞穴裡合辦了一場音樂會。洞穴中的兩座大廳至今被稱為「布斯的劇場」和「奧勒·畢爾的音樂廳」。
1859年，正當路易維爾和納士維鐵路落成通車時，Larkin J. Procter上校擁有猛獁洞，他同時擁有來往格拉斯哥路口（Park City）和猛獁洞之間的驛馬路。這段馬路擔當起接送遊客前往猛獁洞的任務，直到1886年，Procter上校成立了猛獁洞鐵路，取代了馬路的角色。

### 二十世紀早期：肯塔基州洞穴戰

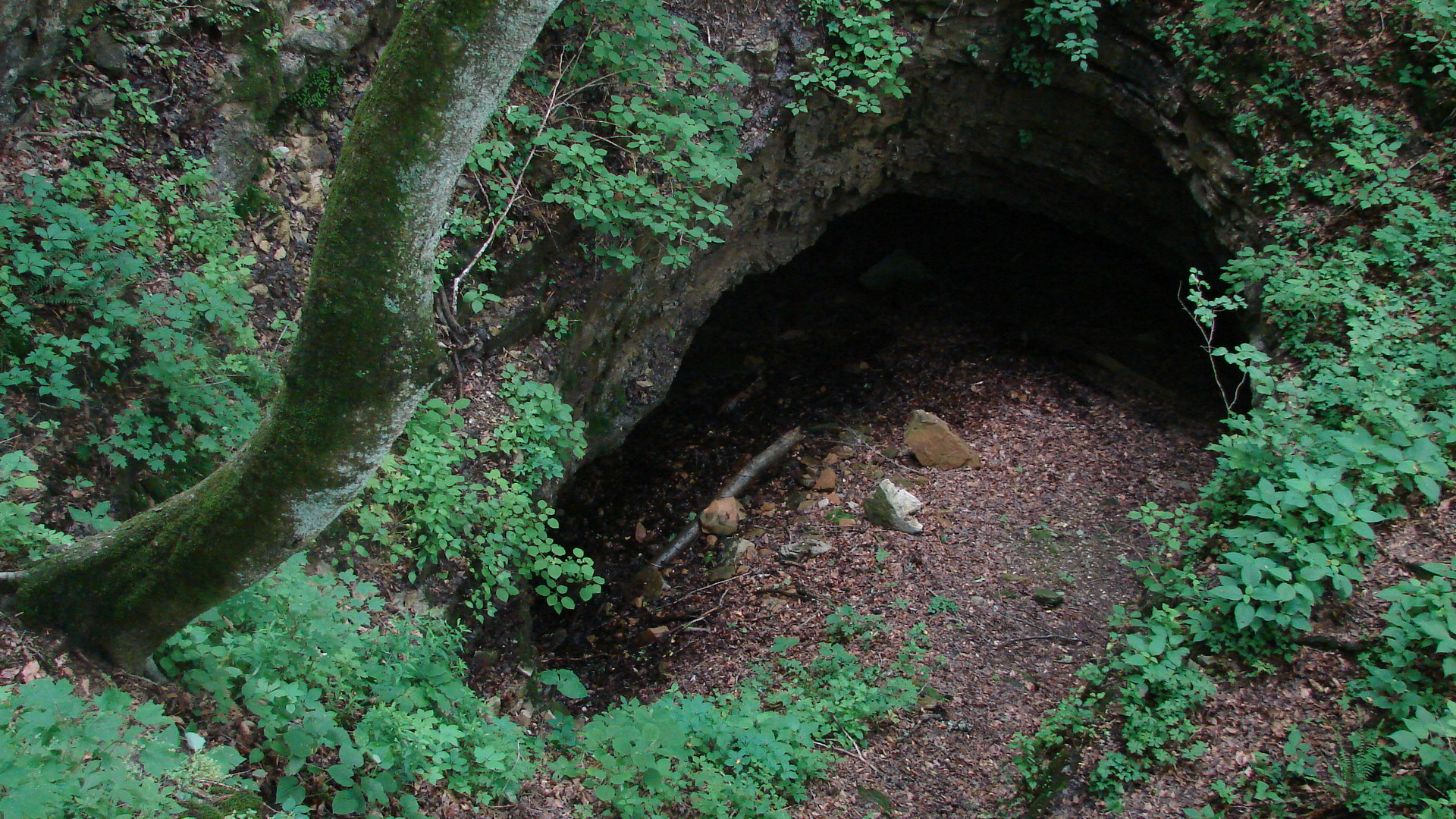
沙洞

在猛獁洞成為了一個著名的旅遊熱點後，附近小型洞穴的地主亦相繼仿效，把他們的洞穴開發成旅遊景點。為了招攬旅客增加收入，洞穴之間產生了艱苦的旅遊競爭，稱為「肯塔基州洞穴戰」。地主經常使用欺詐手法以吸引遊客前往自己的洞穴，在通往猛獁洞的路上亦放置了許多誤導性路牌。
1906年，肯塔基州的布朗斯維爾建造了一個水壩和水閘，遊客可以乘坐汽船到達猛獁洞。
1908年，一名年輕的德國採礦工程師馬克斯·坎貝爾途經紐約來到猛獁洞。坎貝爾剛從科技院校畢業後，他的家人送了他去一趟出國之旅作為畢業禮物。他原本只打算在猛獁洞逗留兩個星期，但最終卻逗留了好幾個月。在猛獁洞導遊埃特·畢曉普（Ed Bishop）的協助下，坎貝爾在猛獁洞中進行了一個非常精確的儀器測量，測量範圍覆蓋了大約35英里（即大約56.3公里）的通道，其中亦有許多新的發現。另外，坎貝爾同時做了一份與洞穴相應的地表覆蓋調查：這些資訊對日後建立其他洞穴入口有重要的參考價值，紫城入口的建立便是受益於此。
克羅根家族封鎖了坎貝爾地圖的地形資料。但事實上，坎貝爾的地圖在當時來說十分精確：地圖的精確度直到1960年代才被取代。坎貝爾回到柏林後，便從猛獁洞的視野中完全消失。直到21世紀，一隊德國遊客在參觀猛獁洞後，調查了坎貝爾的家庭，最後得知他的悲慘命運：在他回到柏林後剛滿七年，年輕的坎貝爾於1916年12月10日，第一次世界大戰的索姆河戰役期間，在塹壕戰中被殺了。
在1912年10月，著名的法國洞穴探險家愛德華-阿爾弗雷德·馬特爾在洞穴參觀了三天。不能獲得少數人持有的調查數據的馬特爾，被允許在洞穴內進行氣壓觀測，以得到洞穴裡不同位置的相對高差的數據。他確定了不同層次的洞穴，並正確地指出，迴聲河洞穴內的水位高低取決於地表上的格林河。馬特爾慨嘆了於1906年建造的布朗斯維爾大壩，並指出大壩的建造使他不可能完成一份完整的水文研究。在他精確的猛獁洞水文地質環境的描述下，馬特爾帶來了一個投機性的結論：猛獁洞內有通道連接到鹽洞和巨洞。他的結論當時還沒被證明是正確的，直到馬特爾參觀了洞穴的60年後，結論才得以證實。
20世紀初期，洞穴探險家弗洛伊德·柯林斯花了十年時間探索火石嶺洞穴系統，1917年，柯林斯發現水晶洞，這座水晶洞擁有36英尺高的半透明石膏柱，是當今世界上最大的自然水晶體。後來命名為弗洛伊德·柯林斯水晶洞。他在探索期間亦探索了鹽洞。
1925年1月30日，柯林斯在探索沙洞時被一塊移了位的巨石砸在自己的腿上，困在狹窄的爬行道裡，當地政府立即組織上千人力進行營救。可是由於洞穴太過錯綜複雜，救援工作相當困難。直到2月13日，柯林斯最終在洞穴中餓死，引起了各國的同情。
救援柯林斯的行動令當時的媒體十分轟動，媒體的炒作式報道令肯塔基州人發起運動，促進猛獁洞國家公園的建立。

### 國家公園建立運動（1926年–1941年）
在克羅根最後的繼承人死亡後，肯塔基州公民要求建立猛獁洞國家公園的聲音漸增。1924年，猛獁洞國家公園協會在公民籌組中成立，1926年5月25日，聯邦政府通過設立了國家公園。
國家公園中大部分土地為徵用所得，亦有部分是用捐款購買農莊所得。相比在地廣人稀的西部設立國家公園，猛獁洞國家公園徵用土地的程序相當困難。當時有成千上萬的人被迫遷離猛獁洞周邊地區，更有地主認為搬遷賠償不足。在搬遷期間造成的爭議至今仍引起當地迴響。

### 國家公園正式設立（1941年）
1941年7月1日，美國聯邦政府正式設立猛獁洞國家公園，全國洞穴協會亦於同年創立。
1951年12月26日，封閉了10年的新入口重新開放予遊客，此後，參加冰凍尼加拉瀑布遊覽團的遊客會從這個入口進洞。

### 最長的洞穴（1954年–1972年）

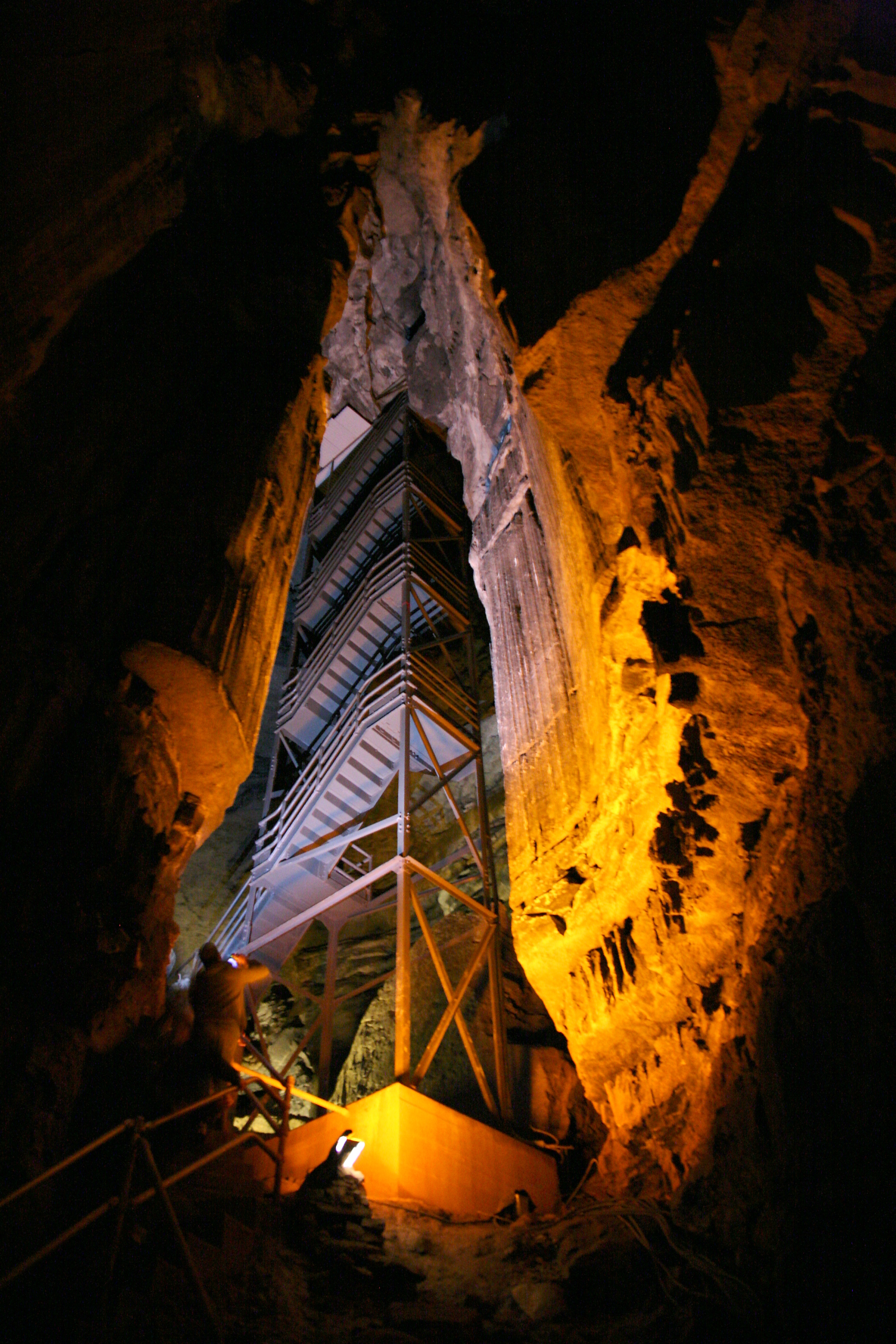
猛獁洞的樓梯塔

直至1954年，除了兩塊私人土地外，猛獁洞國家公園擁有其園區範圍內其餘所有的土地。其中一塊私人土地，老李柯林斯農場，被賣給了肯塔基州馬洞的哈里·托馬斯。他的孫子威廉「比爾」奧斯汀把柯林斯水晶洞作展出之用，和國家公園產生直接競爭。他必須保養道路以通往水晶洞。對國家公園而言，購買和回收水晶洞的所有權只是時間的問題。
1954年2月，在奧斯汀的邀請下，全國洞穴協會舉辦了一個為期兩週的探險隊。這次考察被稱為C-3，或稱為柯林斯水晶洞探險（Collins Crystal Cave Expedition）。
同年7月，羅伯特·豪爾米在「真實」雜誌裡刊登了一個有關C-3的攝影報導，不久之後，喬·小勞倫斯和羅傑·布魯克出版了一本有關柯林斯水晶洞探險的書籍。豪爾米的報導和探險書籍隨即引起了公眾對C-3考察的興趣。這次考察證明了水晶洞的通道能夠延伸到猛獁洞的地皮，至少越過了水晶洞的土地邊界。但是，探險隊的成員並沒有公開此情報：他們擔心，一旦國家公園管理局知道此情報，便有可能會禁止他們勘探。
1955年，連接水晶洞與未知洞穴之間的通道被發現，為第一條連接到火石嶺系統的通道。C-3探險隊得出考察結果後，部分參與者希望能繼續探索洞穴，有見於此，奧斯汀、吉姆·戴爾、約翰·J·萊爾貝格和E·羅伯特·波爾共同組織了一個火石嶺勘察隊，並於1957年註冊成立了洞穴研究基金會（CRF）。該組織試圖透過原創的學術研究和科研來將他們的洞穴探險合法化。在此期間鑽研猛獁洞的著名科學家包括帕蒂·喬·沃森（參見史前史一節）。
1960年，連接巨洞與鹽洞之間的通道被發現，1961年，連接巨洞-鹽洞與水晶洞-未知洞穴之間的通道被發現，連接通道將火石嶺打造成一個龐大的洞穴系統。到1972年，洞穴系統中的已探測部分總長度為86.5英里（139.2公里），成為世上最長的洞穴系統。
1961年3月，水晶洞地皮以28.5萬美元出售予國家公園管理局。同時，另一塊私地大瑪瑙洞亦以36.5萬美元出售。洞穴研究基金會在簽訂認識國家公園管理局的諒解備忘錄後，得到了繼續探索洞穴的許可。

### 猛獁洞與火石嶺洞穴系統的連接（1972年）

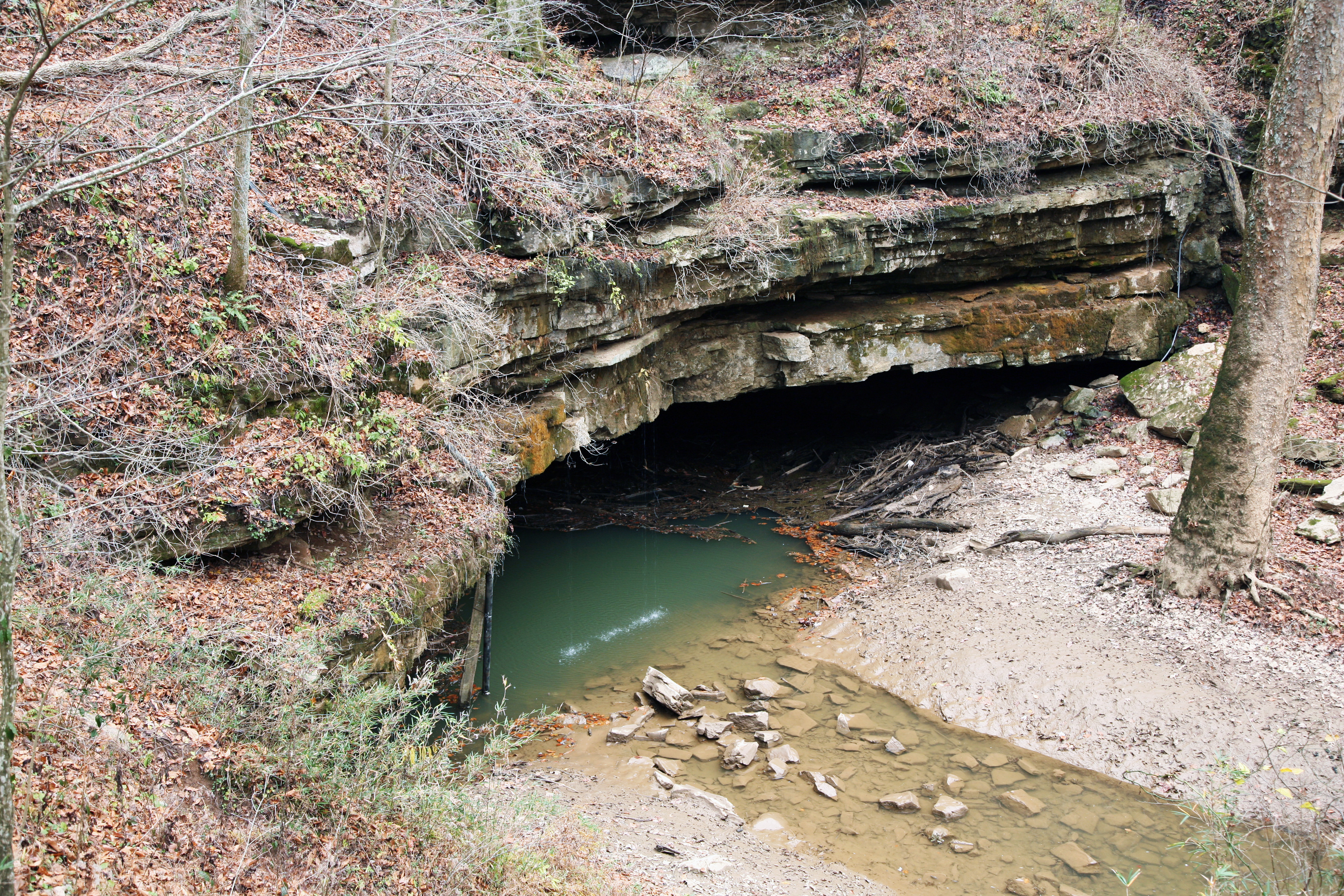
冥河，猛獁洞中其中一道半地下河流，圖中所示為其露天部分的一段

在20世紀60年代，CRF的勘探和測繪隊發現了連接著霍欽山谷和火石嶺洞穴系統之間的通道，距離當時已知最接近的猛獁洞通道不到800英尺。1972年，CRF首席製圖員約翰·威爾科克斯推行了一個進取的計劃，以連接猛獁洞與火石嶺洞穴系統，當時他分別在火石嶺和猛獁洞兩側派出探險隊伍，在兩邊進行多次探索。
1972年7月，身重52公斤的帕特里夏·克勞瑟在一次深入火石嶺洞穴系統的探險中，爬過了一道狹窄的峽谷，後來該峽谷被命名為窄點。窄點充當著洞穴探險的「過濾器」：只有身材瘦削的人才可以通過此處。隨後於8月30日的一次探險中，威爾考克斯、克勞瑟、Richard Zopf和湯姆·布魯克通過了窄點。他們在一條河道旁邊的洞穴壁上發現了「Pete H」字樣，還有一個指向猛獁洞方向的箭頭。相信這些記號是1930年代的洞穴探險家彼得·漢森留下的，他在第二次世界大戰期間被殺。探險家便把該河命名為漢森的迷失河（Hanson's Lost River）。
同年9月9日，由威爾考克斯、克勞瑟、Zopf、Gary Eller、Stephen Wells和Cleveland Pinnix六人組成的CRF小隊沿著漢森的迷失河探索，最終在下游處發現了迷失河與迴聲河在猛獁洞瀑布大廳的連接處，迷失河與迴聲河的交匯連接了猛獁洞與火石嶺洞穴系統。兩個洞穴系統的連接成就了「洞穴的巔峰之作」，當時綜合而成的猛獁洞-火石嶺洞穴系統中，已探索洞穴長232.4公里，且有14個入口。
1972年，美國政府地質局公佈了猛獁洞的分佈圖，總長度297公里，上下有5層，內有225條通道。其長度至今仍不斷被更新。

### 近來的發現
猛獁洞與附近的洞穴和洞穴系統的連接相繼被發現，特別是1979年位於約帕嶺附近的Proctor-莫里森洞。Proctor洞是由內戰期間的聯盟陸軍逃兵Jonathan Doyle發現的，後來洞穴在被CRF探索前，為猛獁洞鐵路所擁有。莫里森洞穴則是由喬治·莫里森於1920年發現的。這種連接的發現推動了猛獁洞東南方的探索。
同時，獨立組職中央肯塔基喀斯特聯盟（CKKC）在公園範圍外有所發現，結果他們在公園東面的Roppel洞裏進行了幾十英里的勘測工作。Roppel洞發現於1976年，在1983年9月10日與猛獁洞系統的Proctor-莫里森洞部分連接之前，它被列入為國家最長的洞穴清單裏。該連接由CRF和CKKC探險家共同發現。各方通過一個獨立的入口進入，兩隊在洞穴中會合，然後分別往相同的方向繼續前進，並在對面的入口處離開。該次勘測所得的總長度近300英里（480公里）。
2005年3月19日，在歐多拉嶺的一個小洞穴內發現並勘測了與猛獁洞系統Roppel洞部分的連接，將洞穴系統的已勘測的總長度增加約三英里。新發現的洞穴入口於在2003年9月由艾倫佳能和詹姆斯·威爾斯發現，現在被稱為「胡佛入口」。此後不斷的發現將已勘測的總長度增加至超過400英里（640公里）。
可以肯定的是，這個地區還有許多里程的洞穴等待發現。發現新的自然入口並不常見；現時的發現模式主要是從已知入口進入洞穴，在通道系統勘探中尋找新的通道。

## 生態

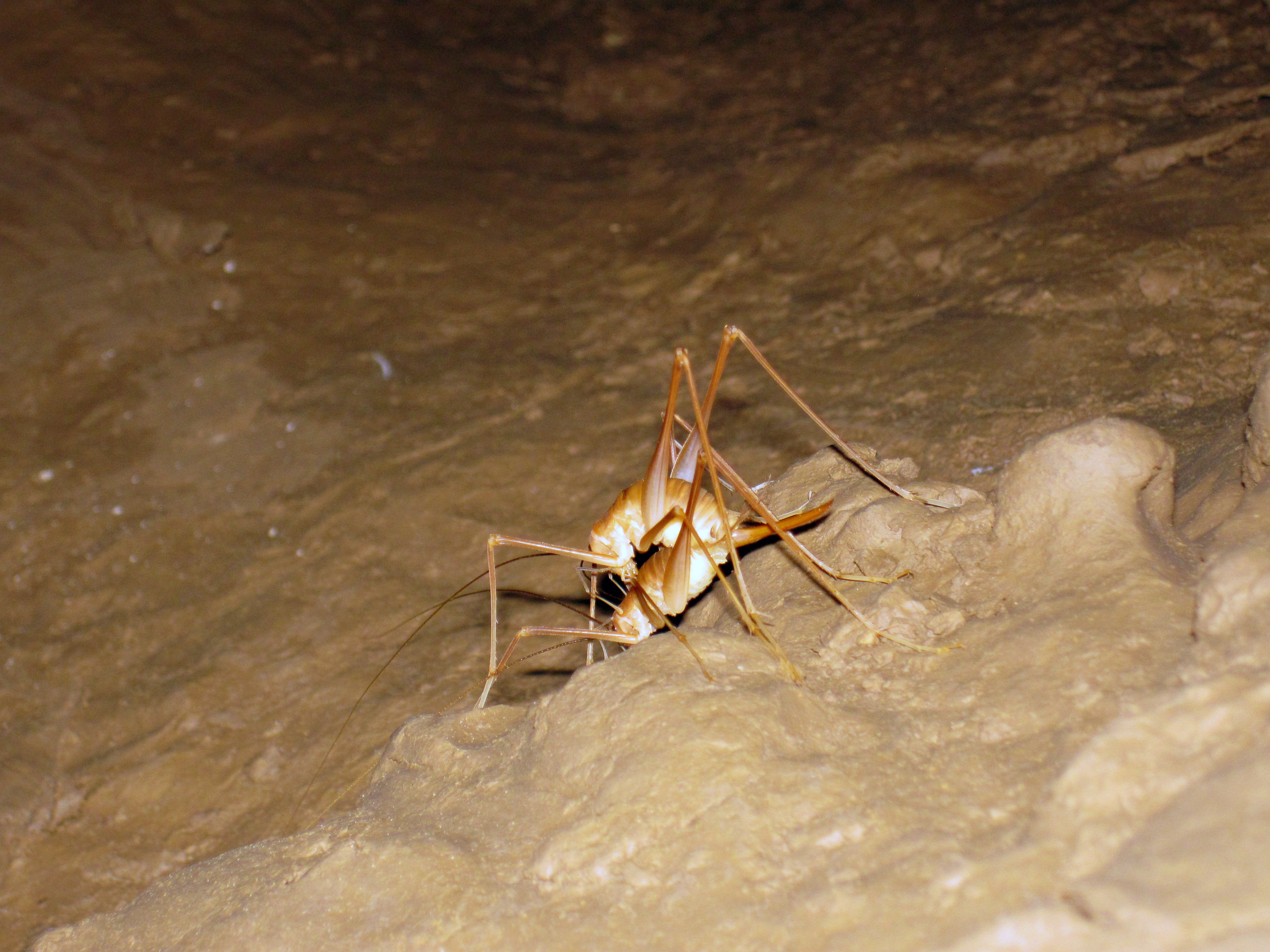
一對正在交配的穴居蟋蟀，屬於地下哈德諾蟋蟀。在火石嶺上發現。
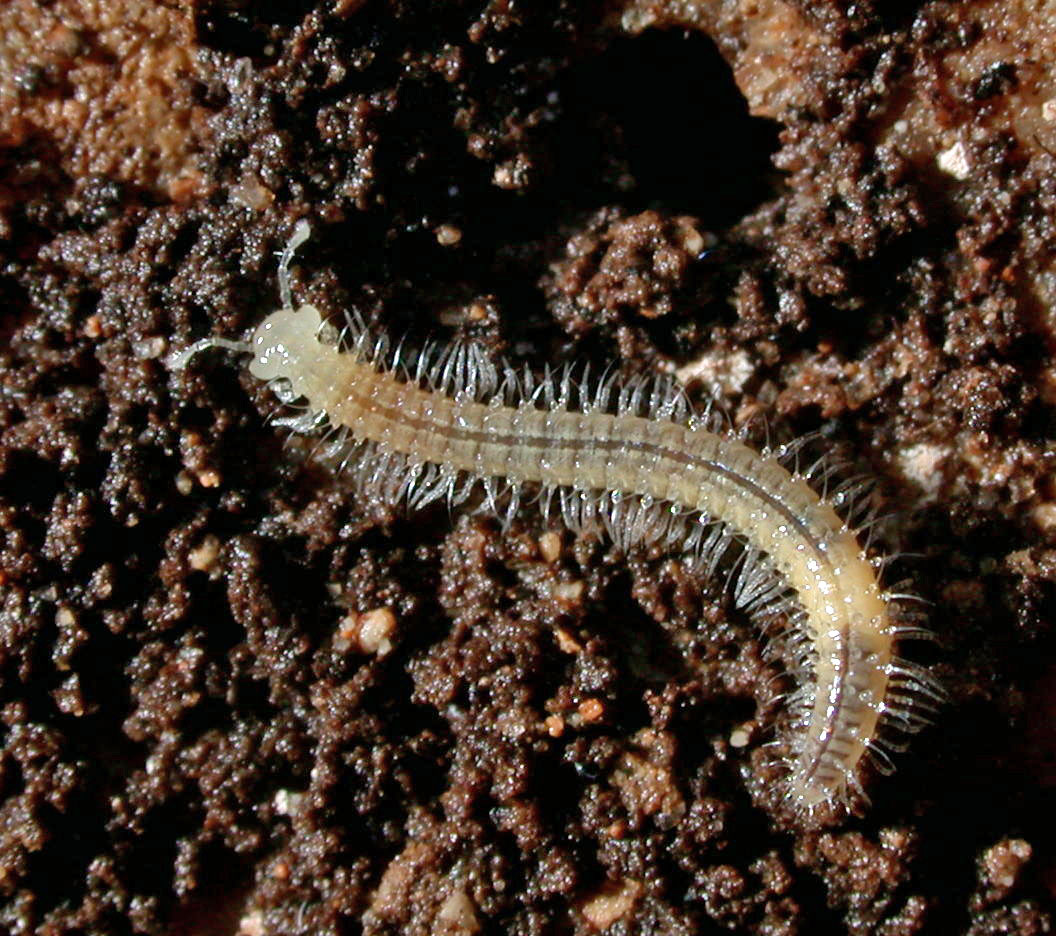
在猛獁洞中發現的一種適應洞穴的千足蟲。
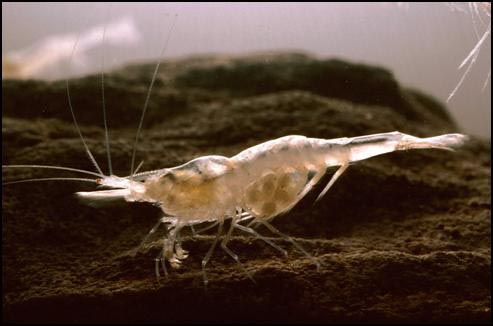
甘特里白蝦（英语：Palaemonias Ganteri）的個體，也被稱為肯塔基洞蝦。該物種是該洞穴系統的特有物種。
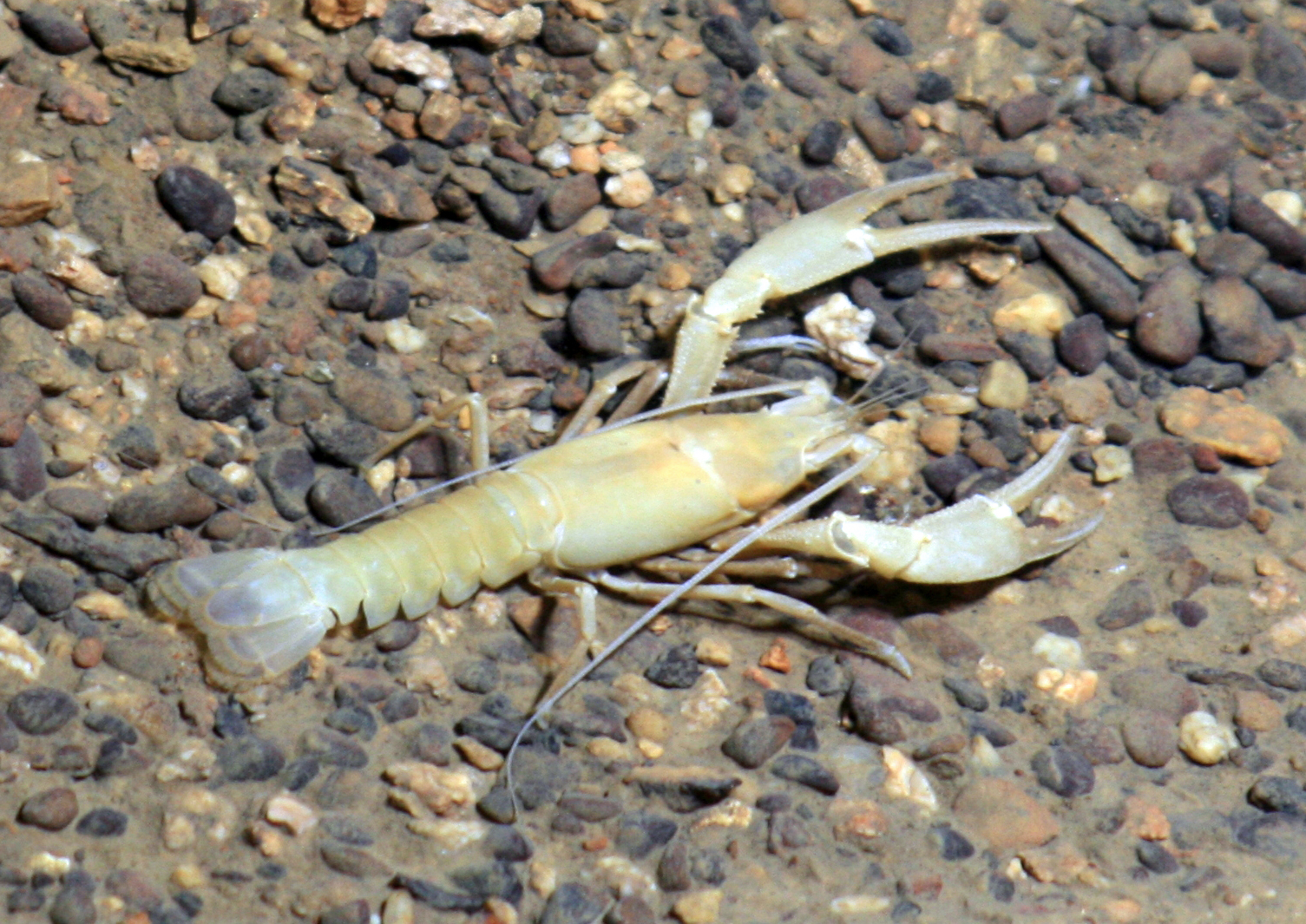
洞穴小龍蝦，屬於Orconectes pellucidus 種。
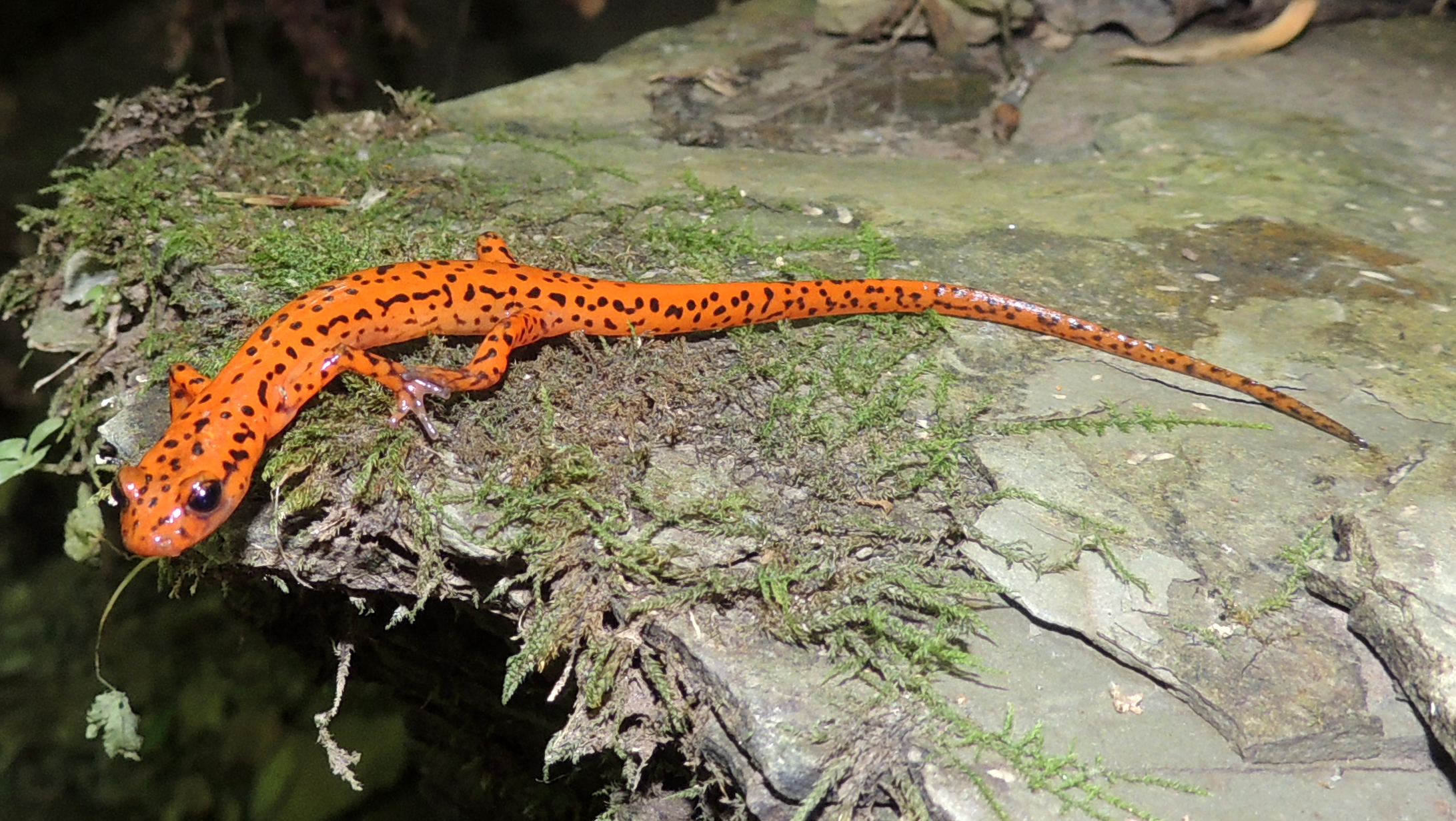
Eurycea lucifuga，也稱為斑尾蠑螈。與洞蠑螈等其他洞螈不同，該物種擁有正常的眼睛，並且皮膚上仍然有色素。
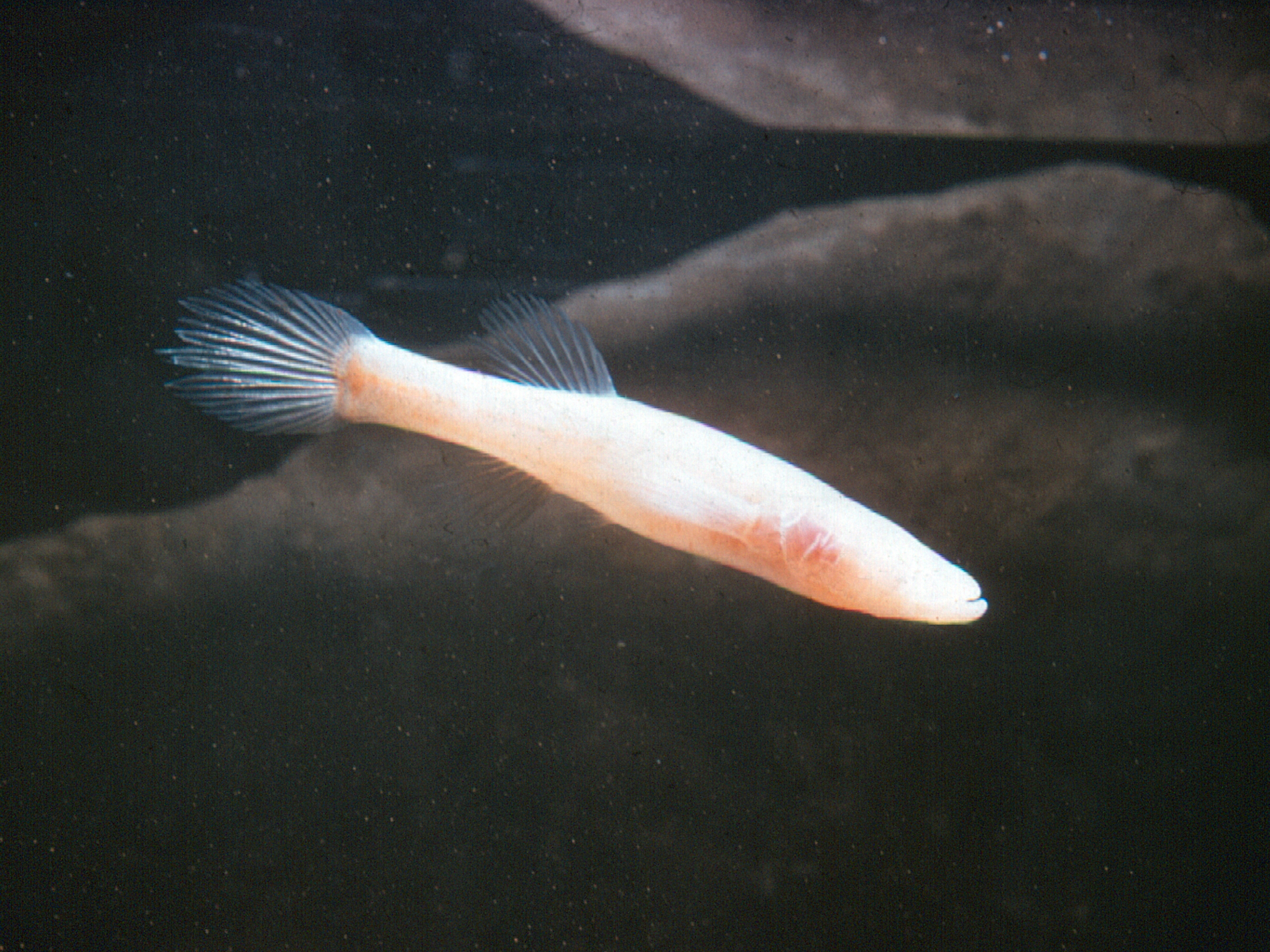
洞鱸 （北方洞穴魚）是洞穴魚的盲種。

在雨季時，整個洞內都有流水，成為地下河流在坡折處河水跌落，形成瀑布；在旱季時，只有局部地區有水，產生地下湖泊。洞內有多种珍稀动物，其中包括盲鱼、穴蟋蟀、无色蜘蛛、印第安納蝙蝠和盲鼇蝦等50多种洞穴生物，一些动物一直与世隔绝，仅靠河水提供养分得以生存。但近年來的污水卻對這些生物造成严重威胁。
猛獁洞是多種蝙蝠的棲息地，包括印第安納蝙蝠（Myotis sodalis）、灰蝙蝠（Myotis grisescens）、小棕蝠（Myotis lucifugus）、大棕蝠（Eptesicus fuscus）和東方伏翼蝠（Pipistrellus subflavus）等。洞中還有更少見的蝙蝠品種，例如東小足蝙蝠，估計現時的數量少於幾千隻。恢復猛獁洞的生態使蝙蝠回歸需要長時間的保育。並非所有的蝙蝠都在洞穴裡棲息，其中紅蝙蝠（Lasiurus borealis）在森林中生活，很少在地下出沒。
其它棲息在洞穴中的動物包括：兩種蟋蟀（Hadenoecus subterraneus）和（Ceuthophilus stygius）（Ceuthophilus latens）、一種洞穴蠑螈（Eurycea lucifuga）、兩種洞穴魚（Typhlichthys subterraneus）和（Amblyopsis spelaea）、一種洞穴小龍蝦（Orconectes pellucidus）、和一種洞穴蝦（Palaemonias ganteri）。
此外，一些生活在地面的動物可能會靠近洞穴入口，但一般不會冒險進入洞穴系統的深處。

## 有關猛獁洞名字的誤解
雖然洞穴以「猛獁」為名，但事實上猛獁洞內並無猛獁象的化石，故此，猛獁洞和猛獁象兩者並無關係。洞穴之所以被命名為「猛獁洞」，是因為連接著入口和圓形大廳的通道長而寬敞，故而便以身形龐大的猛獁象命名。這個名字早在未完全探勘洞穴的真實大小時已經出現。近年的發現證明使用這個名稱相當恰當。

## 外部連結
- 猛獁洞國家公園 Mammoth Cave National Park website （页面存档备份，存于）
- Peter West, "Trying the Dark: Mammoth Cave and the Racial Imagination, 1839-1869", Southern Spaces, 9 February 2010